# Championnat d'Antigua-et-Barbuda de football 2006-2007
Navigation
Saison précédente Saison suivante
La saison 2006-2007 du Championnat d'Antigua-et-Barbuda de football est la trente-sixième édition de la Premier Division, le championnat de première division à Antigua-et-Barbuda. Les dix formations de l'élite sont regroupées au sein d'une poule unique où elles s'affrontent deux fois, à domicile et à l'extérieur. En fin de saison, les deux derniers du classement sont relégués et remplacés par les deux meilleures formations de First Division.
C'est le Bassa SC qui remporte la compétition cette saison après avoir terminé en tête du classement final, avec seize points d'avance sur le tenant du titre, SAP FC et vingt-deux sur Hoppers FC. Il s’agit du troisième titre de champion d'Antigua-et-Barbuda de l'histoire du club.

## Les clubs participants
- Empire FC
- Hoppers FC
- Villa Lions FC
- Old Road FC
- Liberta FC
- Sea View Farm FC - Promu de First Division
- Freemansville FC - Promu de First Division
- Bassa SC
- Parham FC
- SAP FC

## Compétition
Le barème de points servant à établir le classement se décompose ainsi :
- Victoire : 3 points
- Match nul : 1 point
- Défaite : 0 point

### Classement
| Rang | Équipe            | Pts | J  | G  | N | P  | Bp | Bc | Diff |
| ---- | ----------------- | --- | -- | -- | - | -- | -- | -- | ---- |
| 1    | Bassa SC          | 48  | 18 | 15 | 3 | 0  | 42 | 12 | +30  |
| 2    | SAP FCT           | 32  | 18 | 9  | 5 | 4  | 35 | 20 | +15  |
| 3    | Hoppers FC        | 26  | 18 | 7  | 5 | 6  | 18 | 17 | +1   |
| 4    | Freemansville FCP | 25  | 18 | 6  | 7 | 5  | 22 | 20 | +2   |
| 5    | Villa Lions FC    | 23  | 18 | 6  | 5 | 7  | 18 | 18 | 0    |
| 6    | Parham FC         | 22  | 18 | 6  | 4 | 8  | 25 | 24 | +1   |
| 7    | Liberta FC        | 22  | 18 | 6  | 4 | 8  | 19 | 29 | -10  |
| 8    | Empire FC         | 21  | 18 | 6  | 3 | 9  | 21 | 30 | -9   |
| 9    | Sea View Farm FCP | 16  | 18 | 3  | 7 | 8  | 17 | 27 | -10  |
| 10   | Old Road FC       | 12  | 18 | 3  | 3 | 12 | 17 | 37 | -20  |

|  | Qualification pour le CFU Club Championship 2007 |
|  | Relégation directe en First Division             |
|  | T : Tenant du titre P : Promu de First Division  |

## Bilan de la saison
| Championnat d'Antigua-et-Barbuda de football 2006-2007 |                     |
| Champion                                               | Bassa SC (3e titre) |
| Coupes et trophées                                     |                     |
| Vainqueur de la Coupe d'Antigua-et-Barbuda 2006-2007   | Non disputée        |
| Qualifications continentales                           |                     |
| CFU Club Championship 2007                             | Bassa SC            |
| CFU Club Championship 2007                             | SAP FC              |
| Promotions et relégations                              |                     |
| Promus en Premier Division                             | All Saints United   |
| Promus en Premier Division                             | Potters FC          |
| Relégués en First Division                             | Sea View Farm FC    |
| Relégués en First Division                             | Old Road FC         |